# Dichiarazione infedele
La dichiarazione infedele è un reato previsto dall'ordinamento giuridico italiano.

## Disciplina
L'art. 4 D.Lgs. 74/2000 punisce con la reclusione da 1 a 3 anni, chiunque al fine di evadere le imposte sui redditi o sul valore aggiunto indica nelle dichiarazioni annuali elementi attivi inferiori a quelli effettivi e/o elementi passivi fittizi, se:
- l'imposta evasa (relativamente ad un'imposta) supera 150.000,00 euro;
- gli elementi attivi non indicati e/o gli elementi passivi fittizi superano il 10% di quelli indicati in dichiarazione o comunque superano 3.000.000,00 euro.

Trattandosi di delitto, ai fini della punibilità è richiesto il comportamento doloso dell'agente e in tale caso si tratta di dolo specifico, ovvero la condotta deve essere finalizzata al pagamento di minori imposte o al conseguimento di rimborsi o crediti superiori al dovuto.
Non sono in particolare punibili:
- le violazioni che scaturiscono da interpretazioni di norme, quando queste sono obiettivamente incerte (art. 15 D.Lgs. 74/2000), è dubbio se in questo caso sia applicabile la sanzione amministrativa;
- la violazione delle norme sulla competenza economica è frutto di comportamenti contabili costanti ed evidenziati in bilancio, (venendo evidentemente a mancare il dolo, art. 7 c. 1 D.Lgs. 74/2000);
- le valutazioni estimative, se la stima corretta non differisce di più del 10% da quella effettuata: l'importo di tali differenze non concorre nemmeno al calcolo dell'imposta evasa o degli elementi sottratti a tassazione ai fini delle soglie di punibilità.

Negli ultimi due casi sono comunque irrogabili le sanzioni amministrative.

## Soggetto attivo
Il reato può essere commesso da chiunque abbia presentato le dichiarazioni dei redditi o Iva.

### Competenza
Ai fini della competenza del giudice, il reato si considera commesso nel luogo in cui il contribuente aveva il domicilio fiscale e al momento della presentazione della dichiarazione.